# Simeon Groza
Simeon Groza (sau Simion Groza; n. 1822, Rovina – d. 19 februarie 1885, Rovina) a fost un preot, revoluționar pașoptist, viceprefect al Legiunii Zarandului în perioada 1848–1849.

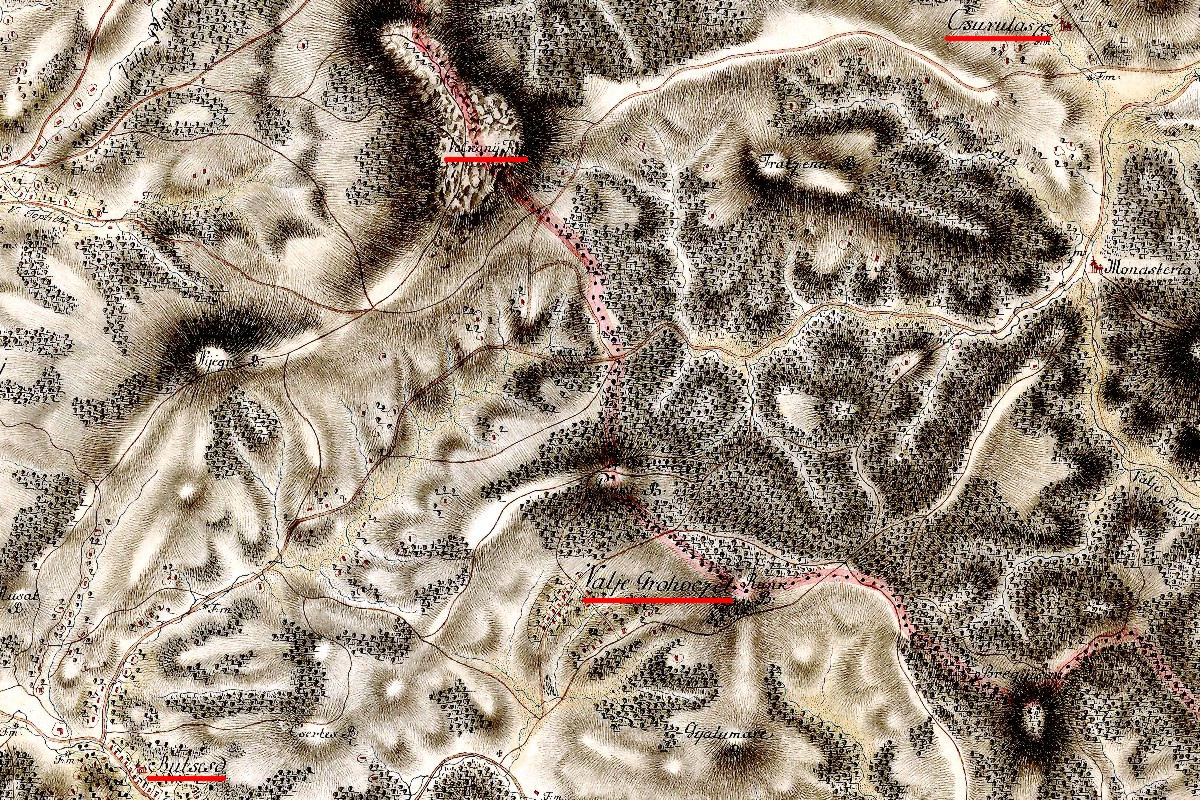
Pasul Buceș-Vulcan
Localități marcate: Buceș, Vulcan, Grohoțele, Ciuruleasa

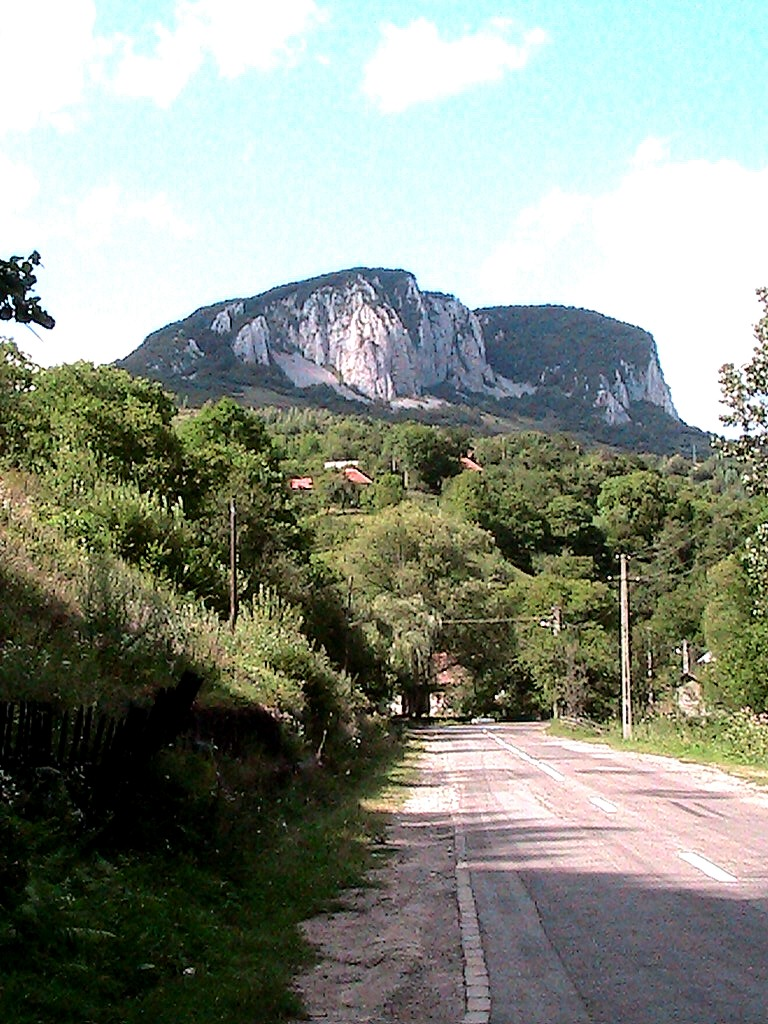
Pasul Buceș-Vulcan

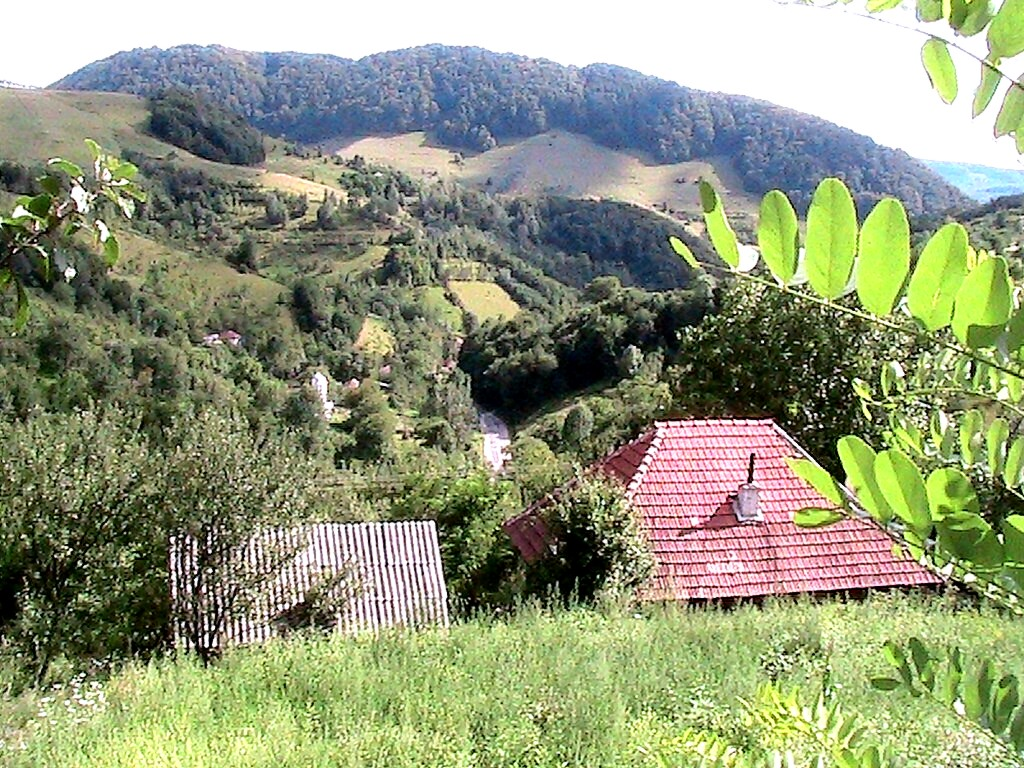
Pasul Buceș-Vulcan

.

## În timpul revoluției de la 1848
În timpul Revoluției Română din 1848 a fost unul dintre viceprefecții Legiunii Zarandului, comandată de Ioan Buteanu, respectiv, după moartea lui Buteanu, de Mihai Andreica.
Dispunând de o forță de circa 600 de oameni, în ambele bătălii de la Abrud, cea din 8–10 mai 1849, respectiv cea din 18–19 mai, a fost postat pe dealul Știurț (în partea de sud-vest a Abrudului). În a doua bătălie, maiorul Imre Hatvani a încercat să spargă încercuirea atacând chiar spre Știurț, astfel că Simeon Groza a ajuns să lupte corp la corp cu atacatorii.
Între 8–17 iunie a avut loc incursiunea trupelor maghiare sub conducerea colonelului Farkas Kemény. Simeon Groza era în Pasul Buceș-Vulcan, dar forțele sale erau insuficiente pentru a-l opri pe Kemény, astfel că nu a angajat lupta, lăsându-l să treacă. Însă ulterior a atacat ariegarda, care transporta proviziile, capturându-le, fapt care s-a dovedit esențial în economia operațiunii. După ce Kemény a intrat în Abrud, Groza s-a postat la Știurț, la fel ca înainte. Hărțuiți și lipsiți de provizii, la 17 iunie Kemény a trebuit să se retragă, fiind urmărit și de Groza.

## Preot în Rovina
După înființarea Comitatului Zarand a sprijinit, alături de Ioan Pipoș și Iosif Hodoș, înființarea Gimnaziului greco-ortodox din Brad. A fost preot la Rovina din 1844 și până la moarte. A fost îngropat în satul natal, iar în 1924, cu ocazia festivităților prilejuite de centenarul nașterii lui Avram Iancu, osemintele sale au fost strămutate, împreună cu crucea, în Cimitirul Eroilor de la Țebea, alături de cele ale lui Avram Iancu și Ioan Buteanu.

## Decorații
Pentru eroismul său a fost decorat cu:
- Ordinul Leopold („Crucea de aur pentru merite, cu coroană”), în grad de cavaler, decorație care în epocă conferea un titlu nobiliar ereditar;[9]
- O medalie „ca un ban de aur”, conferită de Nicolae I al Rusiei prin generalul rus Alexander Nicolaevici Lüders.[5]